# Karlín (Opatov)
Karlín (též Karolínské Údolí, Sklárna nebo Na Hutích, německy Karolinen Thal nebo Glasshüte) je osada v okrese Třebíč v kraji Vysočina. Jde o místní část obce Opatov. Karlín se nachází asi 20,3 km severozápadně od centra Třebíče a asi 17,5 km od okraje jejího zastavěného území. 
Karlín je zejména známý tím, že v roce 1838 zde byla postavena sklářská huť, v roce 1839 zde byl postaven patrový zámeček. Sklárna fungovala do roku 1886. Osada získala název na počest kněžny Karolíny de Collalto. Okolo rybníka Zlatomlýn, ve kterém probíhala těžba zlata, se nyní nachází chatová oblast. Dodnes se u rybníka nachází zchátralá budova, která kdysi sloužila jako mlýn na zlato.

## Geografie
Karlín leží u Karlínského potoka v Karlínském údolí. U rybníka Zlatomlýn se tento potok vlévá do řeky Brtnice, která rybníkem protéká. V místě, kde se začíná do rybníka Brtnice vlévat, byl vytvořen umělý vodopád.
Jediná zpevněná silnice spojuje Karlín s Opatovem, zbytek tvoří pouze nezpevněné polní a lesní cesty. Nejbližšími vesnicemi jsou Brtnička (1,7 km západně), Opatov (1,8 km jihovýchodně), Brodce (2,5 km severovýchodně), Hrutov (3,4 km severovýchodně) a Kněžice (3,6 km severovýchodně).
Osada je roztroušena do pěti částí – nejzápadnější z nich leží u Karlínského potoka a tvoří areál bývalé sklářské huti, druhá část leží 130 metrů na východ a je tvořena čtyřmi budovami, z nichž jedna je zchátralá. Prostřední část tvořená třemi budovami leží u silnice mezi sklářskou hutí a Zlatomlýnem. Čtvrtá část je největší, leží u rybníka Zlatomlýn a slouží jako chatová osada. Poslední, nejvýchodnější část tvoří pět budov po pravém břehu řeky Brtnice, které nejsou se zbytkem osady přímo propojeny. V osadě je registrováno sedm čísel popisných.